# Georges Jean Franz Köhler
Georges Jean Franz Köhler (Múnic, Alemanya 1946 - Friburg de Brisgòvia 1995) fou un biòleg alemany guardonat amb el Premi Nobel de Medicina o Fisiologia l'any 1984.

## Biografia
Va néixer el 17 de març de 1946 a la ciutat de Múnic, població situada a l'estat alemany de Baviera. Va estudiar biologia a la Universitat de Friburg de Brisgòvia, on es va graduar el 1971 i doctorar el 1974. La seva tesi doctoral fou sobre immunologia, amb un treball de recerca que va dur a terme dirigit per Fritz Melchers a l'Institut d'Immunologia de Basilea (Suïssa). Durant dos anys fou membre de recerca científica al Laboratori de biologia molecular a la Universitat de Cambridge sota la direcció de César Milstein. A partir de 1976 fou membre de l'Institut d'Immunologia de Basilea, on conegué Niels Kaj Jerne i el 1984 fou nomenat director de l'Institut Max Planck d'Immunologia de Friburg, càrrec que va compaginar amb el de catedràtic de la Universitat de Friburg.
Morí l'1 de març de 1995 a la ciutat de Friburg de Brisgòvia, població situada a l'estat de Baden-Württemberg, a conseqüència d'un infart. Uns mesos abans del seu traspàs se li havia diagnosticat una cardiopatia, però va rebutjar l'ingrés hospitalari per fer-se altres proves i que li implantessin un stent, si fos necessari, i continuà treballant.

## Recerca científica
Al costat de César Milstein aconseguí desenvolupar una nova tècnica immunològica que permetia l'obtenció d'anticossos purs contra determinats antígens, el que fou anomenat anticòs monoclonal. És una tècnica que permet que les cèl·lules productores d'anticossos en dividir-se generin cèl·lules idèntiques a elles. Van publicar el seu mètode a la revista Nature el 1975 i al final de l'article indicaven: "Aquest tipus de cèl·lules poden cultivar-se in vitro en cultius massius per produir anticossos específics. Cultius d'aquest tipus podrien ser valuosos per al seu ús industrial i en medicina." De fet Avui dia, els anticossos monoclonals són fonamentals en moltes tècniques de diagnòstic i en terapèutica.
L'any 1984, Köhler compartí el Premi Nobel de Medicina o Fisiologia amb Milstein i Jerne, "per les seves teories sobre l'especificitat en el desenvolupament i control del sistema immunitari i el principi per a la producció d'anticossos monoclonals".

## Reconeixements
En honor seu s'anomenà l'asteroide (11775) Köhler descobert el 16 d'octubre de 1977 per C. J. van Houten, I. van Houten-Groeneveld i Tom Gehrels.
Des de 1998, la Societat Alemanya d'Immunologia concedeix anualment el Premi Georges Köhler.